# 1,2,4,5-Tetrabrombenzol
1,2,4,5-Tetrabrombenzol ist ein vierfach symmetrisch bromsubstituiertes Benzol. Es gehört mit seinen Isomeren 1,2,3,4-Tetrabrombenzol und 1,2,3,5-Tetrabrombenzol zur Stoffgruppe der Tetrabrombenzole.
Es ist Ausgangsstoff für Flüssigkristalle und OLED-Materialien sowie für Mono- und Bis-Arine. 1,2,4,5-Tetrabrombenzol ist ein wichtiges Abbauprodukt des als Flammschutzmittel eingesetzten vollständig bromierten Benzols Hexabrombenzol im tierischen Organismus mit leberschädigenden Eigenschaften.

## Vorkommen und Darstellung
Die Synthese von 1,2,4,5-Tetrabrombenzol aus Benzol und überschüssigem Brom im verschlossenen Rohr bei 150 °C wurde bereits 1865 berichtet. Der deutlich erniedrigte Erstarrungspunkt von ca. 160 °C weist allerdings auf Verunreinigungen im Endprodukt hin.
Im Jahr 1885 publizierte Adolf Scheufelen in seiner Dissertation die Synthese von 1,2,4,5-Tetrabrombenzol in Gegenwart von Eisen(III)-chlorid FeCl3 als Katalysator und erhielt das reinere Produkt (Smp. 175 °C) „in schönen Nadeln“.
Die Synthese kann auch in Lösung mit Chloroform oder Tetrachlorkohlenstoff erfolgen und liefert 1,2,4,5-Tetrabrombenzol in 89%iger Ausbeute.
Als Lehrbeispiel für elektrophile aromatische Substitutionen kann diese Reaktion auch in einem Laborexperiment mit überschüssigem Brom und Eisennägeln (als Ausgangsmaterial für Eisen(III)-bromid FeBr3) durchgeführt werden. Als Zwischenstufe wird 1,4-Dibrombenzol gebildet, das mit überschüssigem Brom zum 1,2,4,5-Tetrabrombenzol weiter reagiert.

## Verwendung

### Baustein für Flüssigkristalle und Fluoreszenzfarbstoffe
Das symmetrische Substitutionsmuster mit reaktiven Bromatomen macht 1,2,4,5-Tetrabrombenzol zu einer interessanten Ausgangsverbindung für nematische Flüssigkristalle mit gekreuzten Mesogenen
und für kolumnare (diskotische) Flüssigkristalle mit einem ausgedehnt planaren, „brettartigen“ Tetrabenzoanthracen-Ringsystem.
In einer Eintopfreaktion kann aus 1,2,4,5-Tetrabrombenzol mit dem aromatischen Aldehyd 4-Hydroxybenzaldehyd, dem Alkylierungsmittel 1-Brompentan, dem Wittig-Reagenz Methyltriphenylphosphoniumiodid, der Base Kaliumcarbonat, dem Phasentransferkatalysator Tetrabutylammoniumbromid, dem Heck-Reagenz Palladium(II)-acetat und dem Heck-Cokatalysator 1,3-Bis(diphenylphosphino)propan (dppp) in Dimethylacetamid direkt ein symmetrisches tetrameres Stilben-Derivat, bei dem sich alle vier Einheiten eine zentrale Phenyleinheit teilen, als E-Isomer in 17%iger Ausbeute erhalten werden.
Solche Verbindungen sind als wegen ihrer ausgeprägten π-Konjugation als optische Aufheller, OLED-Materialien oder Flüssigkristalle interessant.
Aus 1,2,4,5-Tetrabrombenzol sind in hohen Ausbeuten N-Alkyl-tetraminobenzole zugänglich, die mit Orthoameisensäuretriethylester und Säuren zu Benzobis(imidazolium)salzen (BBI-Salze) cyclisiert und mit Sauerstoff zu 1,4-Benzochinondiiminen oxidiert werden können.
Die BBI-Salze sind vielseitige Fluoreszenzfarbstoffe mit Emissionswellenlängen λem zwischen 329 und 561 nm, ausgeprägter Solvatochromie und starker lösungsmittelabhängiger Stokes-Verschiebung, die als Protein-Tag zur Fluoreszenzmarkierung von Proteinen eingesetzt werden können.

### Syntheseäquivalent für Arine
Aus 1,2,4,5-Tetrabrombenzol lässt sich mit einem Äquivalent n-Butyllithium durch Bromabstraktion in situ ein dibromiertes Monoarin darstellen, das mit Furan sofort unter Bildung von 6,7-Dibrom-1,4-epoxy-1,4-dihydronaphthalin (6,7-Dibromnaphthalin-1,4-endoxid) in 70%iger Ausbeute abgefangen wird.
Bei Verwendung von 2,5-Dialkylfuranen, wie z. B. 2,5-(Di-n-octyl)furan wird das dibromierte Monoendoxid in 64%iger Ausbeute gebildet, aus dem mit Titantetrachlorid/Zink-Staub das 2,3-Dibrom-5,8-di-n-octylnaphthalin mit 88 % Ausbeute entsteht.
Mit Titantetrachlorid/Zink-Staub lässt sich das Endoxid in 86%iger Ausbeute zum 2,3-Dibromnaphthalin reduzieren.
Das Endoxid reagiert mit 3-Sulfolen in einer Diels-Alder-Reaktion unter Abspaltung von Schwefeldioxid zu einem tricyclischen Addukt, aus dem 2,3-Dibromanthracen in guter Ausbeute zugänglich ist.
Lässt man das dibromierte Endoxid mit weiterem Furan reagieren, dann bildet sich in Gegenwart von n-Butyllithium oder Kaliumamid über ein intermediär gebildetes 1,4-Diarin in 71%iger Ausbeute das tricyclische 1,4-bis-Addukt 1,4:5,8-Diepoxy-1,4,5,8-tetrahydroanthracen als syn-anti-Gemisch.
Mit Natriumamid in Ethylenglycoldimethylether DME verhält sich das Dibromendoxid dagegen als 1,3-Arin-Äquivalent und bildet mit Furan ein Phenanthren-artiges tricyclisches 1,3-bis-Addukt, das mit unter Einwirkung von Natriumamid mit Furan zu einem Triphenylen-Derivat abgefangen werden kann.
[2+4]-Cycloadditionen mit 1,2,4,5-Tetrabrombenzol verlaufen mitunter in sehr hohen Ausbeuten, wie z. B. einem dihalogensubstituierten 1,3-Diphenylisobenzofuran zu einem tetrahalogenierten Anthracen-Derivat (98 %), das sukzessive mit 1,3-Diphenyl-isobenzofuran mit 65%iger Ausbeute zu einem Pentacen- und dieses mit Furan zu einem Hexacen-Derivat (67 %) überführt werden kann.
Die Vernetzung von benzimidazolmodifizierten Polymeren liefert Materialien mit hohem Aufnahmevermögen für Kohlendioxid, die sich zur CO2-Abtrennung aus Gasgemischen eignen könnten.

## Sicherheitshinweise
1,2,4,5-Tetrabrombenzol ist ein lebertoxisches Abbauprodukt des Flammschutzmittels Hexabrombenzol und wurde bereits 1987 in Japan in Muttermilchproben nachgewiesen.

## Externe Links zu erwähnten Verbindungen
1. ↑  Externe Identifikatoren von bzw. Datenbank-Links zu 1,2,3,4-Tetrabrombenzol:  CAS-Nr.: 22311-25-7, ECHA-InfoCard: 100.291.274, PubChem: 31137, ChemSpider: 28893, Wikidata: Q27283198.
2. ↑  Externe Identifikatoren von bzw. Datenbank-Links zu 1,2,3,5-Tetrabrombenzol:  CAS-Nr.: 634-89-9, EG-Nr.: 622-156-4, ECHA-InfoCard: 100.150.944, PubChem: 12467, ChemSpider: 21509304, Wikidata: Q27276419.
3. ↑  Externe Identifikatoren von bzw. Datenbank-Links zu Methyltriphenylphosphoniumiodid:  CAS-Nr.: 2065-66-9, EG-Nr.: 218-178-5, ECHA-InfoCard: 100.016.526, PubChem: 638159, Wikidata: Q72492248.
4. ↑  Externe Identifikatoren von bzw. Datenbank-Links zu 6,7-Dibrom-1,4-epoxy-1,4-dihydronaphthalin:  CAS-Nr.: 106750-88-3, PubChem: 3254947, ChemSpider: 2505045, Wikidata: Q82187651.
5. ↑  Externe Identifikatoren von bzw. Datenbank-Links zu 2,5-(Di-n-octyl)furan:  CAS-Nr.: 128912-40-3, PubChem: 14708457, Wikidata: Q82447607.
6. ↑  Externe Identifikatoren von bzw. Datenbank-Links zu 2,3-Dibrom-5,8-di-n-octylnaphthalin:  CAS-Nr.: 874537-27-6, ChemSpider: 57589917, Wikidata: Q131354853.
7. ↑  Externe Identifikatoren von bzw. Datenbank-Links zu 2,3-Dibromnaphthalin:  CAS-Nr.: 13214-70-5, EG-Nr.: 808-068-0, ECHA-InfoCard: 100.235.984, PubChem: 123298, Wikidata: Q72464623.
8. ↑  Externe Identifikatoren von bzw. Datenbank-Links zu 2,3-Dibromanthracen:  CAS-Nr.: 117820-97-0, PubChem: 14244738, Wikidata: Q131344238.
9. ↑  Externe Identifikatoren von bzw. Datenbank-Links zu 1,4:5,8-Diepoxy-1,4,5,8-tetrahydroanthracen:  CAS-Nr.: 111001-49-1, PubChem: 3532222, Wikidata: Q131354590.